# Inger Koppernæs
Inger Koppernæs (* 15. August 1928 in Gjøvik, Fylke Oppland; † 15. August 1990) war eine norwegische Bankmanagerin und Politikerin der Høyre, die acht Jahre lang Mitglied des Storting sowie zwischen 1981 und 1983 Verkehrsministerin in der Regierung von Ministerpräsident Kåre Willoch war.

## Leben

### Ausbildung, Wirtschaftsmanagerin und Storting-Mitglied
Inger Koppernæs, Tochter des Bankdirektors Jens Nørve Koppernæs und dessen Ehefrau Aslaug Charlotte Støle, begann nach dem Schulbesuch 1947 eine Ausbildung am Handelsgymnasium, die sie 1949 abschloss. Danach war sie zwischen 1950 und 1955 Büroangestellte bei O. Støle A/S, ehe sie von 1958 bis 1981 Direktorin des Familienunternehmens A/S Koppernæs & Sønner in Ålesund war.
Ihre politische Laufbahn begann sie in der Kommunalpolitik, als sie 1963 als Kandidatin der Høyre zum Mitglied des Stadtrates von Ålesund gewählt wurde und diesem bis 1971 angehörte.
Nachdem sie bei der Wahl vom 10. September 1973 zunächst zum Vize-Mitglied gewählt wurde, wurde sie bei der Wahl 1981 erstmals zum Mitglied des Storting gewählt und vertrat in diesem bis zur Wahl 1989 acht Jahre lang die Interessen des Fylke Møre og Romsdal. Daneben war sie zwischen 1973 und 1975 Vorsitzende der Høyre von Ålesund sowie anschließend von 1975 bis 1979 Vorsitzende der Partei im Fylke Møre og Romsdal.

### Engagement in der Privatwirtschaft und Verkehrsministerin
Neben ihrer politischen Laufbahn engagierte sie sich auch in Unternehmensverbänden sowie anderen Vorständgen von Unternehmen und war unter anderem zwischen 1973 und 1978 Vorsitzende und später von 1980 bis 1981 Vize-Vorsitzende der Landesvereinigung der Heringsmehlhersteller (Sildemelfabrikkenes Landsforening). Außerdem war sie zwischen 1975 und 1980 Vize-Vorstandsvorsitzende der Aktiengesellschaft Sagapart, des Hauptanteilseigners des Mineralölunternehmens Saga Petroleum. 1981 wurde sie zudem Vorstandsvorsitzende des Forschungsinstituts der Heringsmehlindustrie.
Am 14. Oktober 1981 wurde Inger Koppernæs von Ministerpräsident Kåre Willoch als Verkehrsministerin (Samferdselsminister) in dessen Regierung berufen und bekleidete dieses Ministeramt bis zur Kabinettsumbildung am 8. Juni 1983.
Nach ihrem Ausscheiden aus der Regierung wurde sie 1983 Vorstandsvorsitzende von A/S H. Koppernæs & Sønner sowie Vorsitzende des Aufsichtsrates der Kreditanstalt A/S Næringskreditt, dessen Vize-Vorsitzende sie bereits seit 1978 war.
1990 fungierte Inger Koppernæs für einige Zeit erneut als Vorsitzende der Høyre im Fylke Møre og Romsdal und war außerdem zeitweilig Vorstandsvorsitzende des Provinzkrankenhauses in Ålesund.